# ピーター・オドノヒュー
マイケル・ピーター・デズモンド・オドノヒュー（英: Michael Peter Desmond O'Donoghue MStJ FSA、1971年 - ）は、イギリスの紋章院付紋章官。2005年から2012年にかけてブルーマントル紋章官補に任じられたほか、現在はヨーク紋章官を務める。

## 経歴
マイケル・ジョン・オドノヒュー（Michael O’Donoghue、1934年 - 2016年、ロンドン・メトロポリタン大学宝石学講師、大英博物館学芸員、）の息子として生まれた。母はエリザベス・アン・ホーキンス。ケンブリッジ大学・ゴンヴィル・アンド・キーズ・カレッジに学び、1991年に修士号を修了した。
卒業後は紋章官としての経歴を歩み始める。紋章院付の研究助手となったのち、2003年には紋章官見習い(probationer)に進んだ。2005年には臨時紋章官たるブルーマントル紋章官補に任じられている。さらに、2012年には常設紋章官の一つヨーク紋章官に就任して、2020年現在も同職にある。

## 人物
- ダンディー大学（英語版）にて紋章学の担当講師として教鞭をとっている[4]。
- ジョン・ブルック＝リトル（英語版）前クラレンス統括紋章官（英語版）の後を引き継いで、クライヴ・チーズマン（英語版）紋章官とともに紋章学協会（英語版）の発行する会報『ザ・コート・オブ・アームズ(The Coat of Arms)』の共同編集を務めている[6]。